# Montenegrina skipetarica
Montenegrina skipetarica is een slakkensoort uit de familie van de Clausiliidae. De wetenschappelijke naam van de soort is voor het eerst geldig gepubliceerd in 1924 door Soos.